# Güellovy vinné sklepy
Güellovy vinné sklepy ((katalánsky) celler Güell, (španělsky) bodegas Güell), je modernistický soubor staveb vinařství postavený mezi léty 1895 a 1901 podle návrhu katalánského architekta Antoni Gaudího. Nachází se v malé přímořské obci Garraf u města Sitges v katalánské provincii Barcelona ve Španělsku asi třicet kilometrů od centra Barcelony. Objednatelem byl Gaudího mecenáš Eusebi Güell, pro kterého zpracoval řadu dalších staveb: Palác Güell (1886-1890), Park Güell (1900–1914), Colònia Güell včetně krypty (1904-1905).

## Historie
Komplex byl postaven v letech 1895 až 1901 a stavbu vedl Gaudího spolupracovník Francesc Berenguer i Mestres. Původně zde měl být zbudován lovecký zámeček s několika pavilony. Nakonec byla postavena pouze budova vinařství a vstupní brána spojená s domem vrátného. Celý komplex byl dokončen v roce 1901.
Víno z tohoto vinařství se podávalo například na palubách lodí společnosti Compañía Transatlántica Española, které zajišťovaly dopravu mezi Španělskem a Kubou. Produkce vína se dlouhodobě nevyplácela a byla ukončena v roce 1936.
V současnosti (informace z října 2023) není objekt přístupný veřejnosti.

## Popis

### Hlavní budova
Hlavní budova má podobu stanu s vysokými trojúhelníkovými štíty, kamenná střecha sahá na jedné straně téměř k zemi. Budova je postavena ze smíšeného zdiva, které kombinuje kámen a cihly. Má tři podlaží: v přízemí vlastní sklepy a místo pro parkování vozidel. V prvním patře jsou obytné místnosti a ve druhém patře je kaple a krytá terasa. Z vrcholů štítů vystupují štíhlé komíny, nad kaplí je zvonice.
Budova svým vzhledem nepřipomíná žádnou jinou Gaudího stavbu, obsahuje ale jeho zcela charakteristické prvky: parabolické oblouky, konstrukce střechy a podobně.

### Vstupní objekt
Vstupní brána a domek vrátného jsou spojeny do jednoho objektu. Vstupní portál je opět zaklenut parabolickým obloukem a uzavřen jednostranně zavěšenými vraty z ocelových řetězů, která typově připomínají Dračí bránu u Güellových pavilionů z let 1884 - 1887.

## Galerie

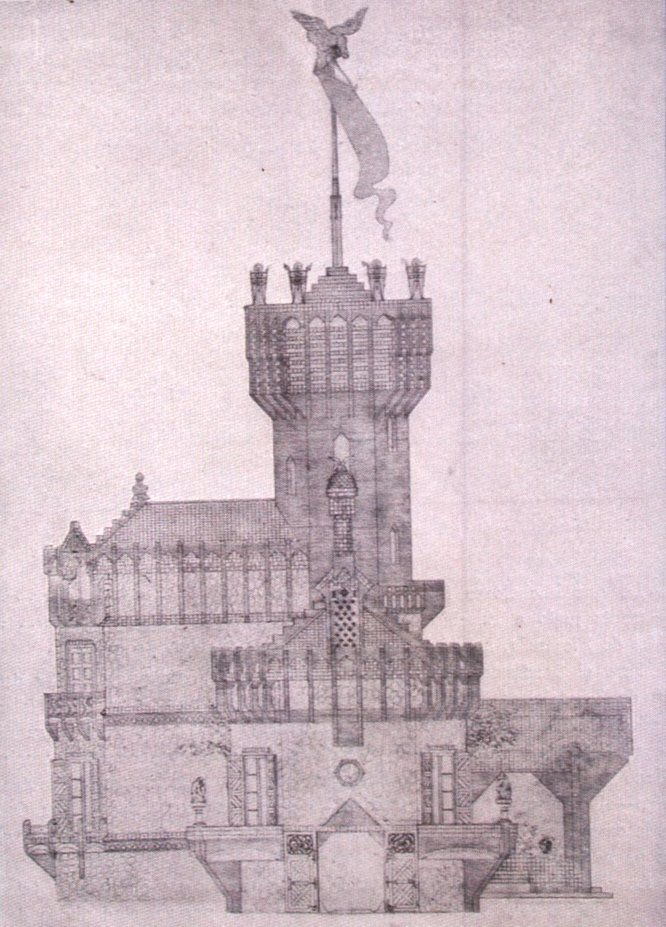
Projekt nerealizovaného loveckého zámečku
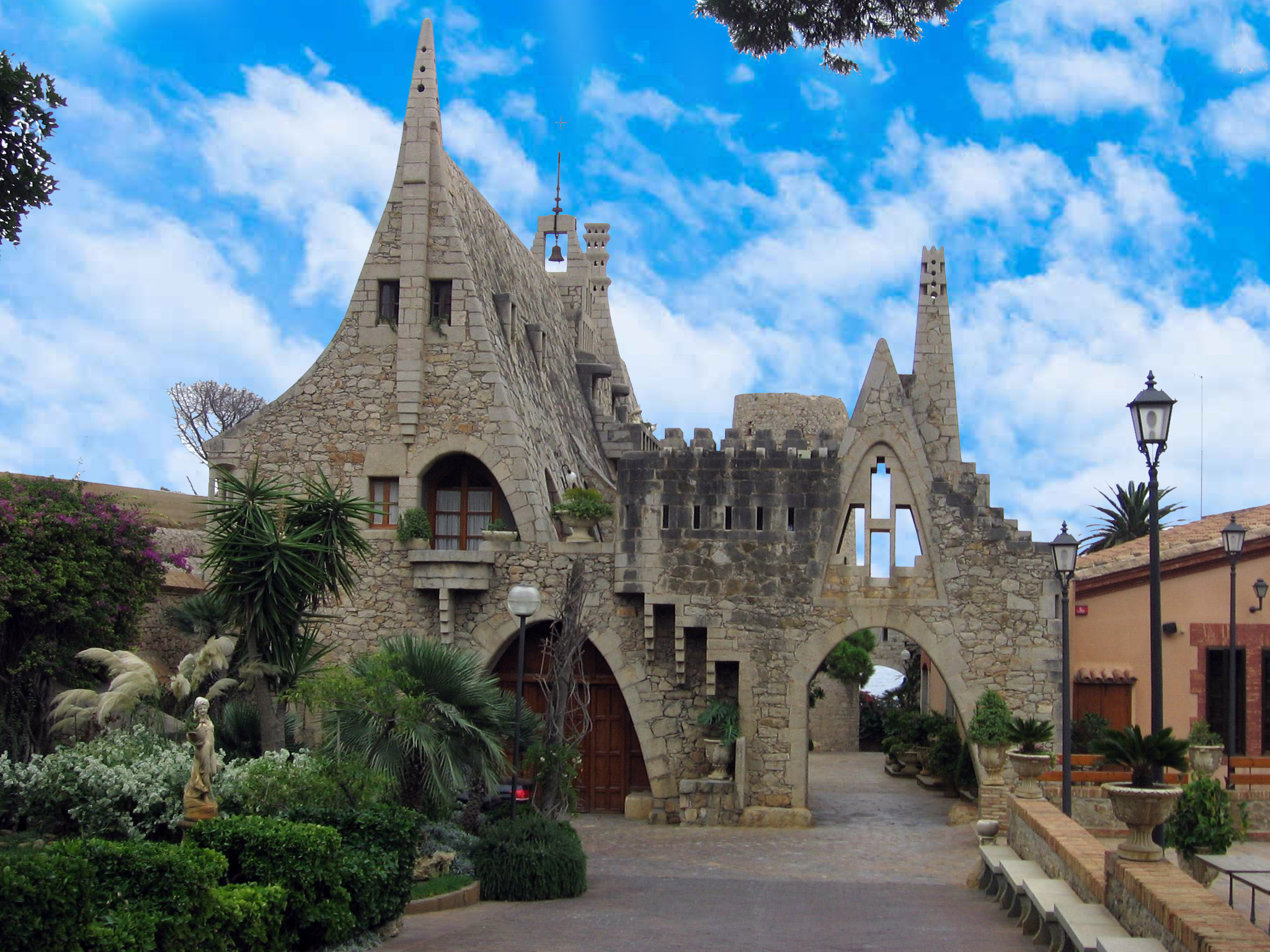
Průčelí hlavní budovy
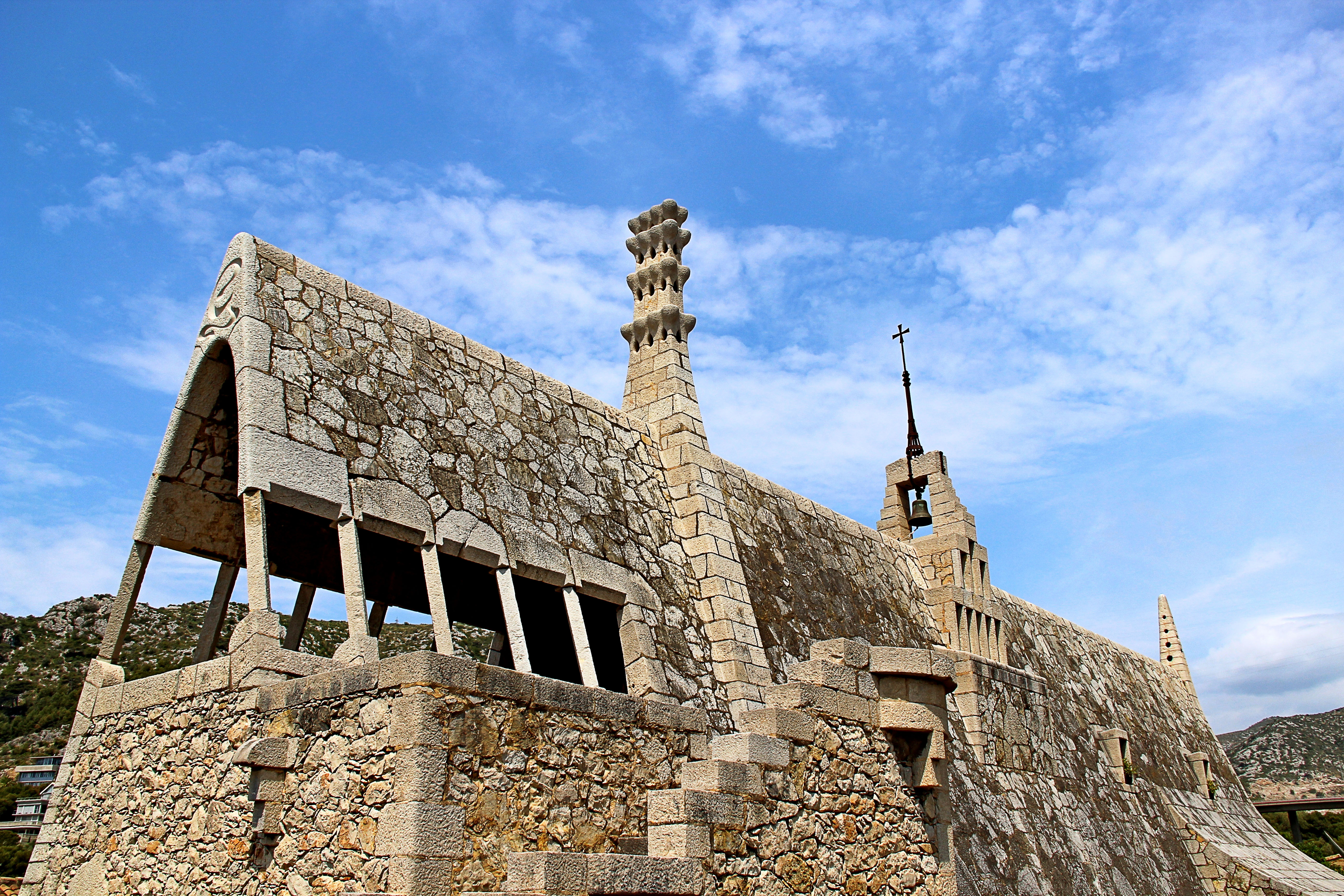
Terasa a střecha s komíny a zvonicí
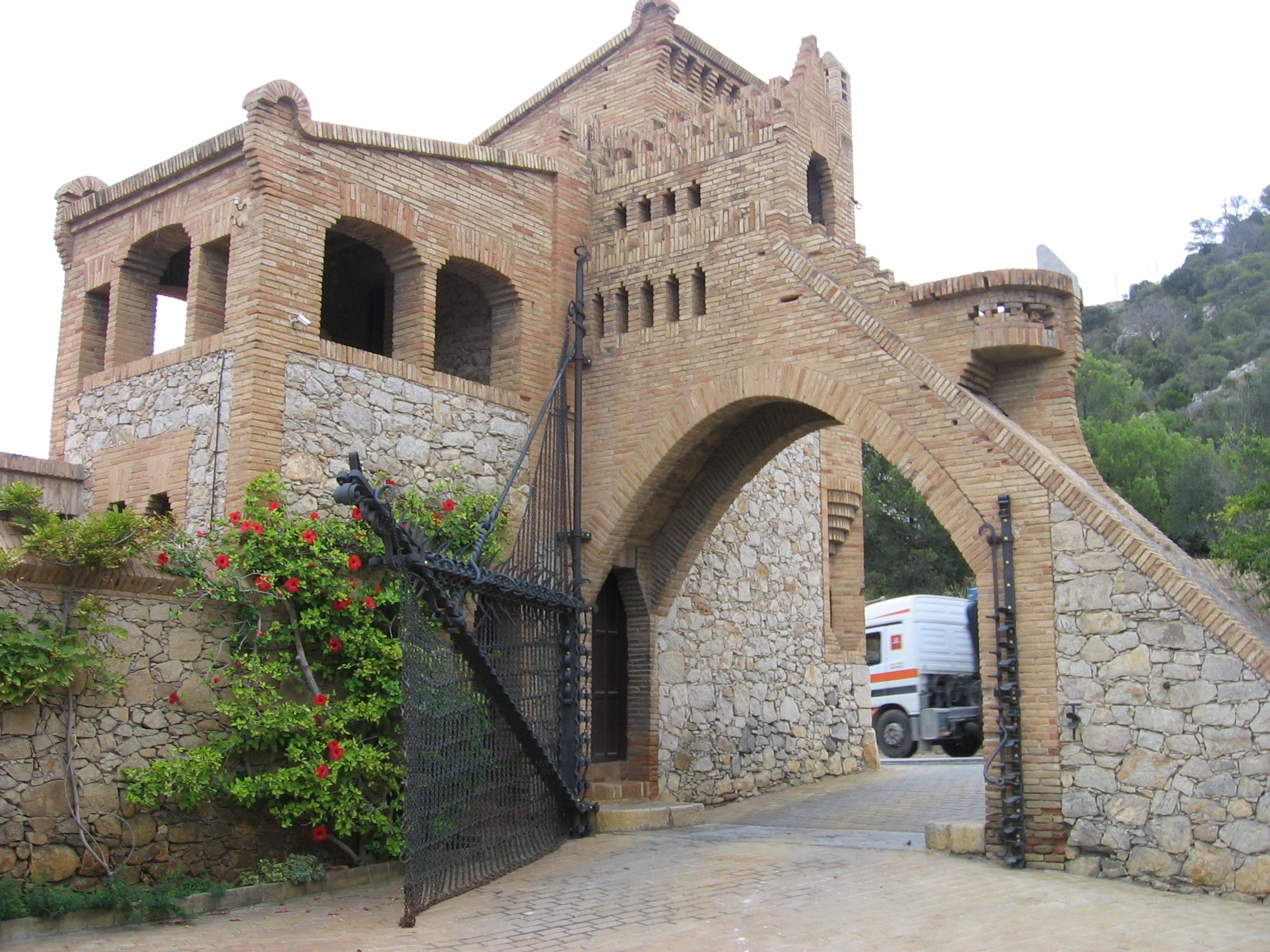
Brána s domkem vrátného